# البطولات الفرنسية 1950 (كرة مضرب)
قائمة دورة رولان غاروس لعام 1950 (المعروفة الآن باسم دورة رولان غاروس) :

## الكبار

### فردي رجال
بدج باتي هزم  ياروسلاف دروبوني, النتيجة:6-1 6-2 3-6 5-7 7-5

### فردي سيدات
دوريس هارت هزمت  باتريسيا تود, النتيجة:6-4 4-6 6-2